# Facidia saalmuelleri
Facidia saalmuelleri är en fjärilsart som beskrevs av Pierre E.L. Viette 1965. Facidia saalmuelleri ingår i släktet Facidia och familjen nattflyn. Inga underarter finns listade i Catalogue of Life.